# James Oliver Causey
James Oliver Causey (Compton, 1924. július 12. – Laguna Beach, 2003. április 13.) amerikai tudományos-fantasztikus író.

## Élete
Első novellája, a The Statue 1943 januárjában jelent meg a Weird Tales című magazinban. A második világháború után tudományos-fantasztikus novellákat írt a Galaxy Science Fiction, a Science Stories és az Orbit Science Fiction című magazinok számára. 1957-ben detektívregényeket írt The Baby Doll Murders és Killer Take All címmel, ezek franciául is megjelentek a Série noire című sorozatban. 1957 márciusában megjelent Deathmate című novellája azonos cím alatt kétszer is bemutatásra került az Alfred Hitchcock présente című sorozat eredeti, illetve felújított változatában, először az 1950-es, majd az 1980-as években.

## Magyarul megjelent művei
- Tejfogú szövetséges (novella, Galaktika 26., 1977)
- Kristályba zárt örökség (novella, Árnyak az időn túlról című antológia, Magyar H. P. Lovecraft Portál, Szeged, 2018, ISBN 9786150013756)

## Fordítás
- Ez a szócikk részben vagy egészben  a   James O. Causey című francia Wikipédia-szócikk ezen változatának fordításán alapul.  Az eredeti cikk szerkesztőit annak laptörténete sorolja fel. Ez a jelzés csupán a megfogalmazás eredetét és a szerzői jogokat jelzi, nem szolgál a cikkben szereplő információk forrásmegjelöléseként.